# Девід Томпсон (бізнесмен)
Де́від То́мпсон (англ. David Thompson; 1798 — лютий 1871) — американський бізнесмен. Він був президентом компанії Нью-Йорка з Страхування життя і Довіри (англ. New York Life Insurance and Trust Company).

## Життя
Він був сином Джонатана Томпсона, який був колектором порту Нью-Йорк в часи правління президентів Джеймс Монро і Джон Квінсі Адамс. Він одружився з Сарою Діодейт Гардінер (англ. Sarah Diodate Gardiner) (бл. 1808–1891), і у них було семеро дітей.
Томпсон увійшов в кабінет свого батька після завершення своєї освіти зі спеціалізацією в області Англійська мова, Французька мова, і Класика. Два роки по тому він став Касиром митниці Сполучених Штатів в Нью-Йорку. До отримання президентства в Нью-Йоркській компанії з страхування життя він служив послідовно касиром в «Fulton Bank» і касиром в «Bank of America».